# Sargus fortunatum
Sargus fortunatum är en tvåvingeart som först beskrevs av Lindner 1966.  Sargus fortunatum ingår i släktet Sargus och familjen vapenflugor.
Artens utbredningsområde är Madagaskar. Inga underarter finns listade i Catalogue of Life.